# Cercosaura schreibersii
Cercosaura schreibersii — вид ящірок родини гімнофтальмових (Gymnophthalmidae). Мешкає в Південній Америці. Вид названий на честь австрійського зоолога Карла Франца Антона фон Шрайберса.

## Підвиди
Виділяють два підвиди:
- Cercosaura schreibersii schreibersii Wiegmann, 1834;
- Cercosaura schreibersii albostrigatus (Griffin, 1917).

## Поширення і екологія
Cercosaura parkeri мешкає в центральній і південній Бразилії, північній Аргентині, Болівії, Парагваї і Уругваї. Вони живуть в саванах і сухих чагарникових заростях в регіонах серрадо і чако, а також у вологих атлантичних лісах, трапляються поблизу людських поселень. Відкладають яйця.